# 山之井歩
山之井 歩（やまのい あゆむ、1999年7月5日 - ）は、日本の子役である。
元キリンプロ所属。2004年放送のテレビドラマ『警視庁鑑識班2004』での出演により芸能界デビュー。後に2011年ごろからスマイルモンキーに移籍した。

## 出演

### テレビドラマ
- 警視庁鑑識班2004（2004年、日本テレビ）
- 土曜ワイド劇場 火の粉（2005年、テレビ朝日）
- 女と愛とミステリー 監察医・篠宮葉月 死体は語る（2004年、テレビ東京）
- 水曜ミステリー9 指紋は語る（2005年11月23日、テレビ東京）
- 時々迷々（2010年10月27日、NHK教育）マコト 役

### 映画
- おっちゃん（2007年、山口智充監督）

### CM
- ライオン バルサン
- AEON Tシャツ編
- BANDAI キャラクターインナー
- 小学館 ピッカピカの1年生2006
- 赤い羽根募金
- ZEAL
- 日本マクドナルド ハッピーセット